# Abjuha
Abjuha (arab. ‏أبيوها‎) – miejscowość w Egipcie, w muhafazie Al-Minja, w dystrykcie Abu Kurkas. W 2006 roku liczyła 9853 mieszkańców. Zamieszkana jest głównie przez chrześcijańskich Koptów.